# Herba llimona
L'herba llimona (Cymbopogon citratus), és una herba perenne amb fulles aromàtiques de bandes lineals que formen matolls compactes de fins a 1 metre o més d'alçada.
Les fulles són de color verd clar i mesuren entre 60 mm i 1,5 cm d'amplada.
La tija floral arriba a fer entre 1,5 a 2 m d'alçada: les nombroses ramificacions acaben en espigues de 10 a 15 mm. La floració és biennal.

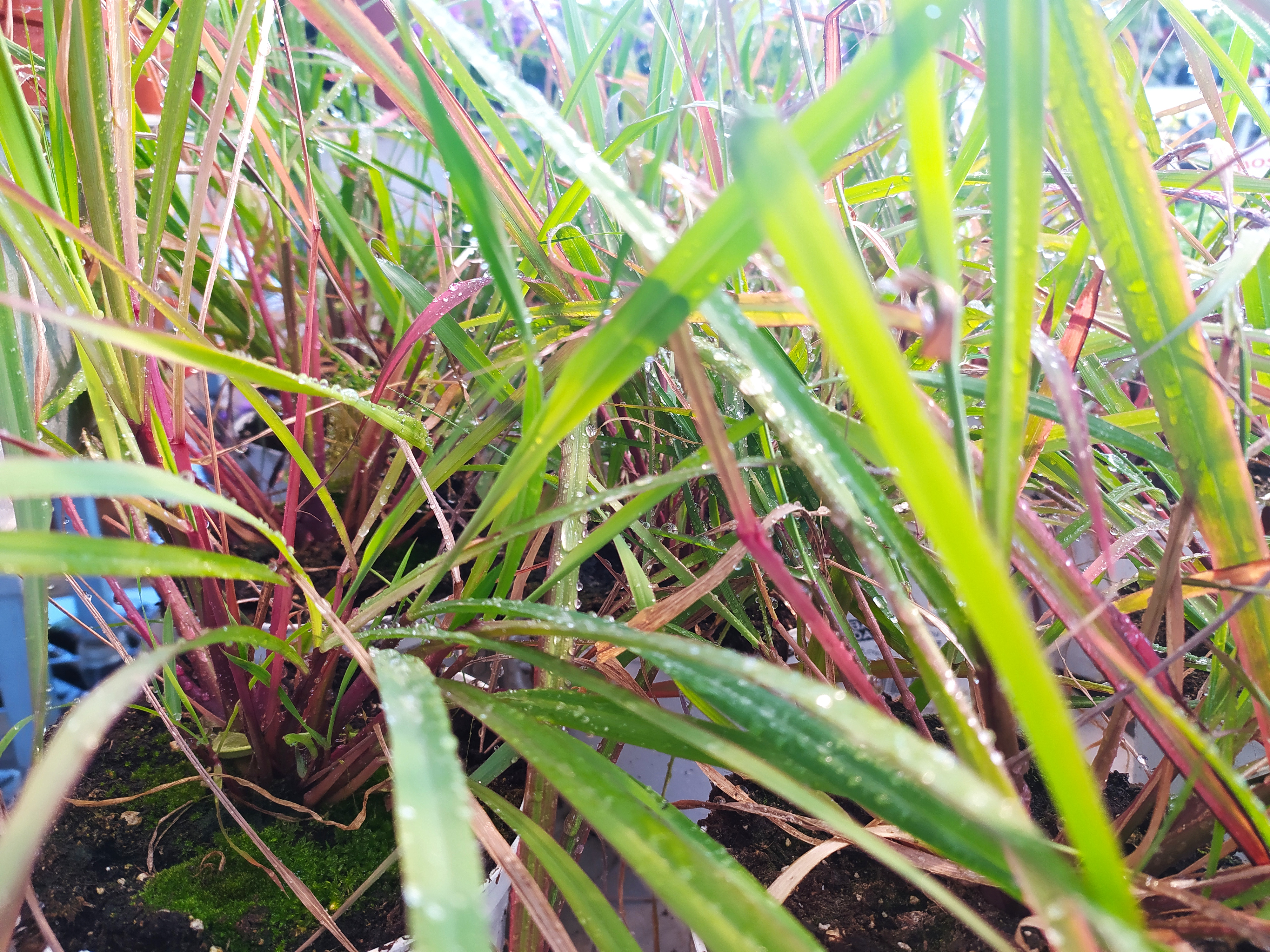
Detall de les fulles allargades de l'herba llimona.

## Distribució i hàbitat
Originària del subcontinent indi i del sud-est asiàtic, aquesta planta s'ha estès i actualment es cultiva com a planta medicinal en regions tropicals i subtropicals. Es pot cultivar també en zones de clima mediterrani en llocs arrecerats i a reguard de les glaçades d'hivern. 

## Denominació
En català la forma fixada pel Consell Supervisor del TERMCAT ha estat herba llimona. Altres denominacions que podem trobar són canya llimona, canya santa o herba llimonera.
Cal no confondre l'herba llimona amb la citronel·la (Cymbopogon nardus), del mateix gènere botànic, coneguda pel seu oli essencial molt utilitzat en perfumeria i com a repel·lent d'insectes. Ni tampoc s'ha de confondre amb la citronella (Melissa officinalis), més coneguda com a tarongina, una planta pròpia de la regió mediterrània amb un aroma molt semblant però amb una altra categoria taxonòmica.

## Etnobotànica
L'herba llimona es cultiva de manera industrial a l'Índia, Madagascar, Comores, Guatemala, Hondures, les Antilles, Congo i Kenya pel seu oli essencial, el citral. Una essència molt semblant a la que s'extreu de la citronel·la de Ceilan (Cymbopogon nardus).
La decocció de les fulles s'utilitza com a beguda refrescant i digestiva. I la decocció de les arrels té propietats febrífugues. També s'utilitza com a diürètic o per tractar refredats.
El fum de la combustió de la planta allunya els insectes, i en alguns llocs s'utilitza com a repel·lent d'insectes.

## Propietats terapèutiques
- Antidiarreica
- Antiespasmòdica
- Digestiva
- Emmenagoga
- Febrífuga
- Refrescant
- Sudorífica

## Altres utilitats[3]
- Ingredient culinari: amb les fulles es preparen infusions, aromatitzen sopes i curris, peixos i marisc
- En jardins, com a planta ornamental. És resistent a la sequera i de cuidar-la és fàcil.
- Com a remei pel mal de cap i la migranya, però també regula l'estat d'ànim, la gana, la son i la contracció muscular.